# Megistostegium microphyllum
Megistostegium microphyllum is een plant uit de kaasjeskruidfamilie (Malvaceae). De soort is in 1915 beschreven door de Zwitserse botanicus Hochreutiner en is endemisch op Madagaskar.

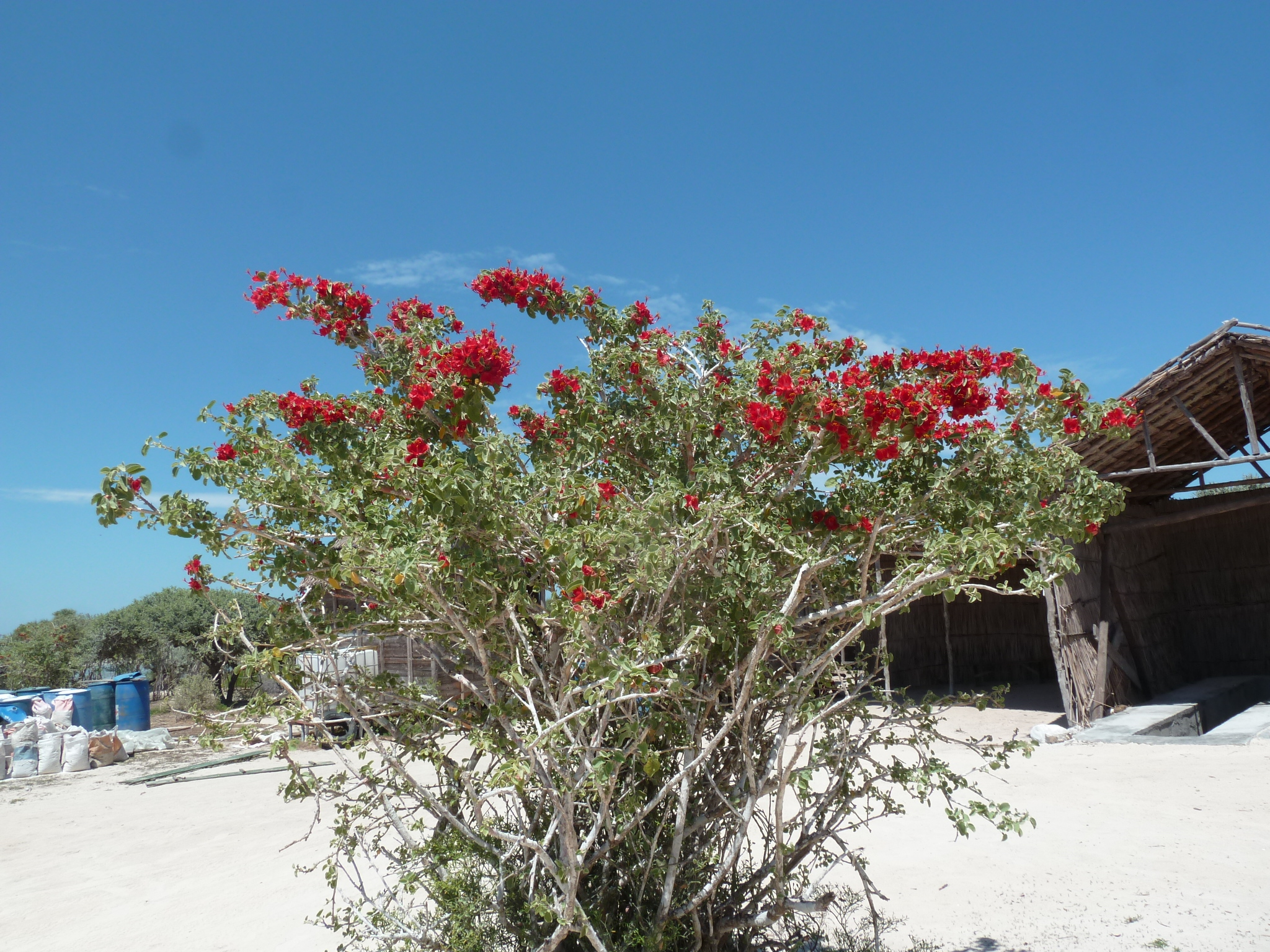
Megistostegium microphyllum op Nosy Hao, Madagaskar
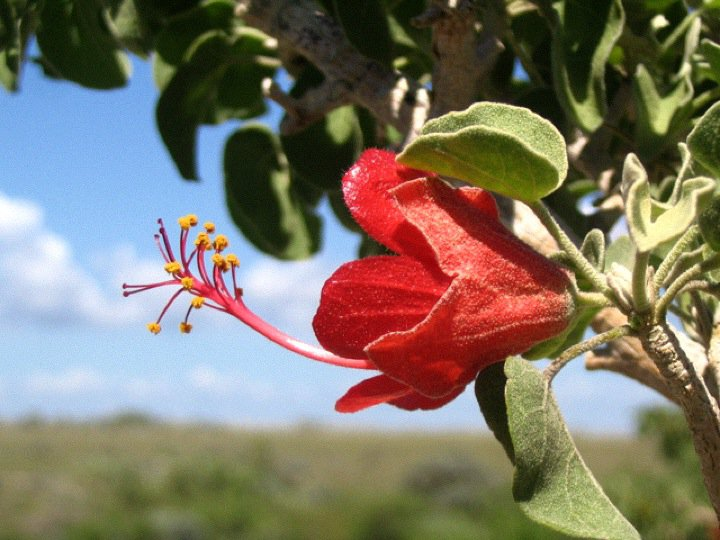
Bloem